# بولشيي سالي
بولشيي سالي (بالروسية: Большие Салы) هي مدينة في مقاطعة روستوف أوبلاست في روسيا.